# Dodge Charger

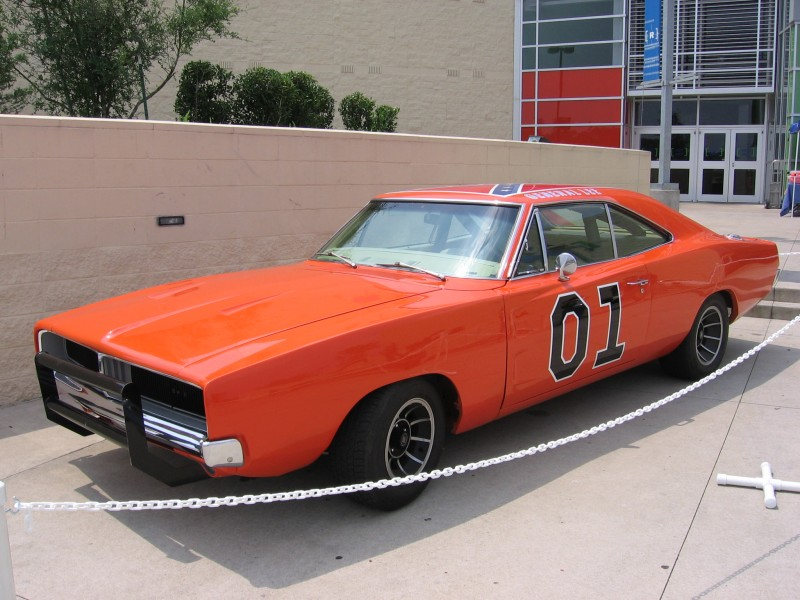
General Lee, den Dodge Charger som kördes av kusinerna Bo och Luke Duke i TV-serien The Dukes of Hazzard.

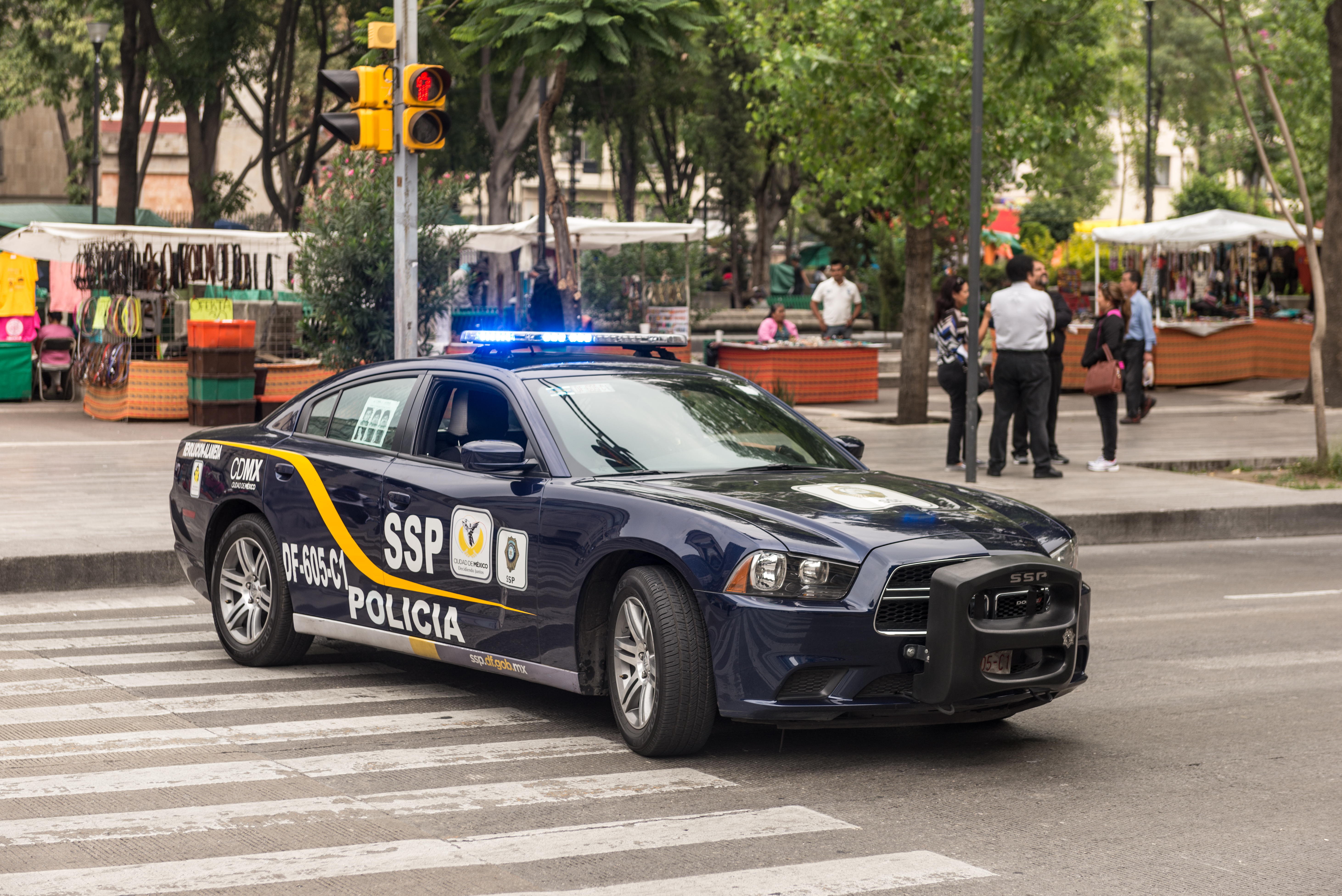
En Dodge Charger polisbil i Mexico City.

Dodge Charger är en amerikansk sportig bilmodell introducerad under muskelbilseran av Dodge 1965. Den har producerats i minst sex olika generationer, på tre olika produktionsplattformar. Ursprungsmodellen var inspirerad av fastback-trenden via introduktionen av Plymouth Barracuda, och även senare modeller har varit olika sorts coupé-varianter.

## Historik

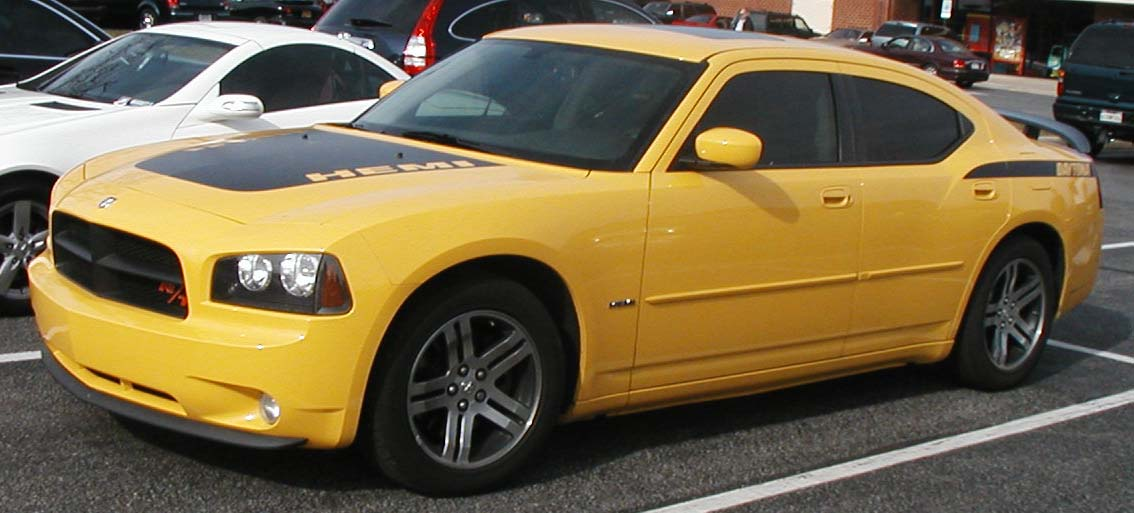
En 2006-2007 års Dodge Charger Daytona.

1966 började Dodge tillverka en fastbackversion av sin mellanmodell Coronet och Dodge B-body plattform. Denna kom att kallas Charger, och var en ganska kantig skapelse med ovanligheten att vara fyrsitsig då även baksätet var delat av en mittkonsol. I och med 1968 års modell fick bilen en större ansiktslyftning och det delade baksätet försvann. Designen var fartfylld och byggde på den så populära "Coke bottle" styling utformningen. Att Chargern fanns att köpa med ett stort antal olika motoralternativ bidrog till stora försäljningsframgångar. Dodge Charger fanns med flera olika motoralternativ, 318, 360, 383, 400, 440 och 426 Hemi med 425 hästkrafter. 426 Hemi-motorn var egentligen avsedd för tävlingsbilar i NASCAR, men såldes även till allmänheten.
1969 tillverkades även specialutförandet Dodge Daytona, som främst var avsedd för tävlingsbruk. Dess aerodynamiska vinge och nos ger den ett extremt utseende. Vingen gjordes så hög för att få upp bagageluckan.
Formgivningen kom att hålla i sig med relativt små förändringar till 1971, då det var dags för nästa generation. Karossen modifierades igen, och nu kallade Dodge alla tvådörrars Coronet för Charger. Muskelbilsvarianten döptes till Dodge Charger R/T. Denna tillverkades med små yttre variationer och krympande hästkraftsantal fram till 1974, då den sista stora ändringen, som innebar att karossen fick en mer klassisk design, presenterades. Det var den sista bakhjulsdrivna Chargern, och den tillverkades fram till 1978. Det året fick Chargern sällskap av Dodge Magnum, som i princip var samma bil, men med en del utseendemässiga ändringar åt det sportigare hållet. Magnum fortsatte tillverkas till 1979.
Modellnamnet Charger återkom på en framhjulsdriven sportcoupé som tillverkades 1981-87, baserad på Dodge Omni.
I februari 2005 introducerades en ny, bakhjulsdriven Charger baserad på Chryslers LX-plattform. Till skillnad från tidigare modeller hade denna bil fyra dörrar.

## I populärkulturen
En välkänd Charger är General Lee från TV-Serien The Dukes of Hazzard.
Chargerns popularitet har alltid varit stor, men populariteten växte enormt i och med filmen The Fast and the Furious från 2001 där Vin Diesel kör en Charger. Bland folk med stort intresse i muskelbilskulturen anses Chargern vara en ikon, särskilt i årsmodellerna 1968 till 1970.
Även i filmen Bullitt har en Dodge Charger en viktig roll.